# أولاد يوسف آيت إسفول (كتاوة)
أولاد يوسف آيت إسفول هي إحدى مشيخات المملكة المغربية، تتبع جغرافيا لإقليم زاكورة وإداريًا لكتاوة. يقدر عدد سكانها بـ 1926 نسمة حسب الإحصاء الرسمي للسكان والسكنى لسنة 2004.